# Nu Phoenicis
Nu Phoenicis (ν Phoenicis) é uma estrela na constelação de Phoenix. Tem uma magnitude aparente visual de 4,95, sendo visível a olho nu em boas condições de visualização. É uma estrela relativamente próxima; com base em sua paralaxe medida pela sonda Gaia, está a uma distância de 49,8 anos-luz (15,3 parsecs) da Terra.
Esta estrela é uma estrela de classe F da sequência principal, sendo similar ao Sol porém um pouco mais quente e luminosa. Como uma estrela brilhante parecida com o Sol, ela tem sido alvo de estudos em busca de exoplanetas, mas nenhum foi detectado. A estrela possui um disco de detritos a cerca de 10 UA de distância, detectado por sua emissão infravermelha.

## Características
Esta é uma estrela de classe F da sequência principal com um tipo espectral de F9V Fe+0.4, indicando que é similar ao Sol porém um pouco mais quente e luminosa. A notação 'Fe+0.4' indica linhas de absorção de ferro anormalmente intensas; de fato, esta estrela é rica em metais, possuindo uma abundância de ferro 45% superior à solar. Sua massa é estimada em 1,17 vezes a massa solar e seu raio em  1,26 vezes o raio solar. Sua fotosfera está irradiando energia com aproximadamente o dobro da luminosidade solar a uma temperatura efetiva de 6 070 K.

### Atividade e idade
Nu Phoenicis tem uma velocidade de rotação projetada de 3,7 km/s, e apresenta um baixo nível de atividade cromosférica, com um índice log R′HK igual a −4,95. Esses valores indicam que a estrela não é particularmente jovem e tem uma idade de alguns bilhões de anos; calibrações empíricas estimam a partir da velocidade de rotação uma idade de 2,4 bilhões de anos, e do índice de atividade uma idade de 5,67 bilhões de anos. De forma similar, modelos de evolução estelar estimam uma idade entre 1 e 6 bilhões de anos, com um valor mais provável de 4,2 bilhões de anos.

### Multiplicidade
Nu Phoenicis não possui estrelas companheiras conhecidas, sendo considerada uma estrela solitária. Como uma estrela brilhante parecida com o Sol, ela tem sido alvo de estudos em busca de planetas extrassolares pelo método da velocidade radial, mas nenhum planeta foi detectado. Observações de alta precisão pelo espectrógrafo HARPS mostram que a velocidade radial da estrela não apresenta variabilidade significativa, com um desvio padrão de 2,67 m/s, um valor consistente com o nível de ruído (jitter) estimado de 2,48 m/s. A estrela também está incluída no programa de observação do Anglo-Australian Planet Search, que não encontrou planetas análogos a Júpiter com períodos de até 6 000 dias.

## Disco de detritos
Nu Phoenicis emite excesso significativo de radiação infravermelha, em comparação com a emissão esperada pela fotosfera da estrela, indicando a presença de um disco de detritos circunstelar que é aquecido pela estrela e emite radiação térmica. O excesso foi detectado em comprimentos de onda longos, entre 30 e 100 μm, indicando poeira relativamente fria a várias unidades astronômicas de distância da estrela. Modelando a emissão como um corpo negro, foi estimado que o disco tem uma temperatura de 96 K e um raio de de 12 UA, contribuindo para 0,00024% da luminosidade do sistema.